# Puentes peatonales sobre West Street

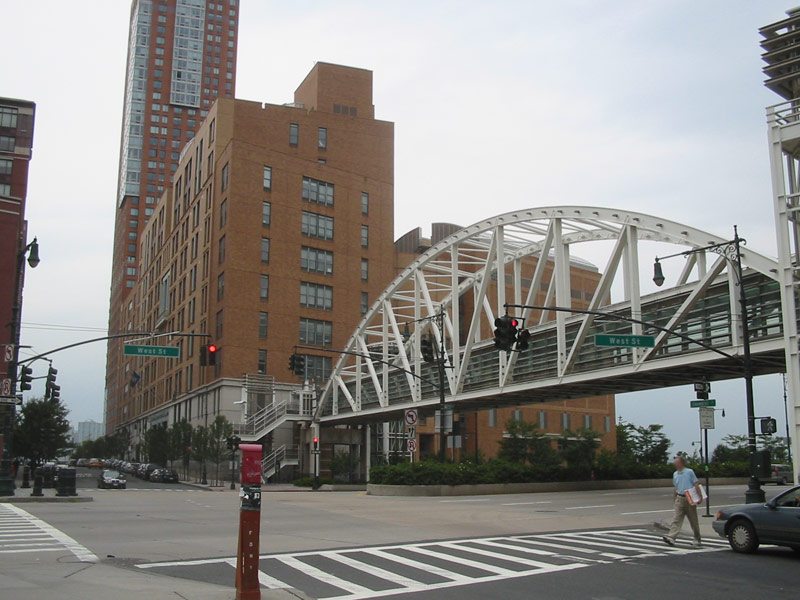
Puente de Tribeca visto desde Chambers Street.

Los puentes peatonales de West Street son una serie de puentes peatonales que cruzan la arteria de West Street para conectar los barrios de Tribeca y el Distrito Financiero con Battery Park City, en el Bajo Manhattan (Nueva York). Se construyeron para ofrecer alternativas al cruce de la transitada calle. Antes de los atentados del 11 de septiembre, había tres puentes en Chambers Street, Vesey Street y Liberty Street. Los puentes de Vesey Street y Liberty Street conectaban el antiguo complejo del World Trade Center con el World Financial Center.
El derrumbe de las Torres Gemelas destruyó el puente de Vesey Street y dañó gravemente el de Liberty Street. Para mejorar el flujo peatonal, se construyó un puente provisional en Rector Street; en 2019 se construyó un puente permanente en West Thames Street, una manzana al sur, tras lo cual se demolió el puente de Rector Street. En noviembre de 2003 se inauguró un puente provisional en Vesey Street, cerca del emplazamiento de su predecesor, que fue demolido en 2013 tras la construcción de un túnel peatonal bajo West Street. Todos los puentes disponen de ascensores y rampas para peatones discapacitados, conforme a la Ley de Estadounidenses con Discapacidades de 1990.

## Puente de Tribeca

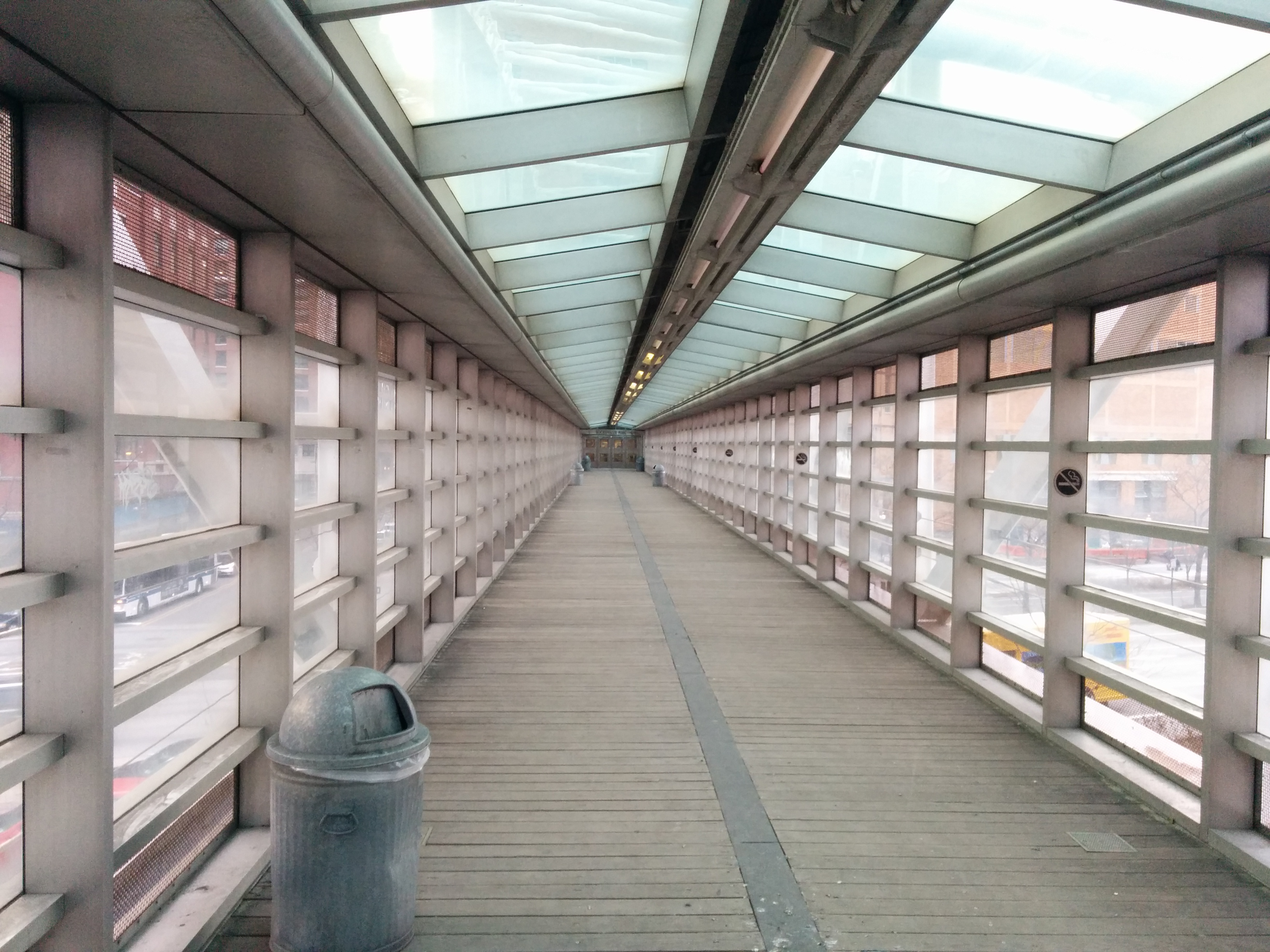
Interior del puente de Tribeca.

El puente de Tribeca, también llamado puente de Chambers Street, fue construido en 1992 para mejorar las conexiones de la parte norte de Battery Park City. Conecta el Stuyvesant High School dentro de Battery Park City y la propiedad del Borough of Manhattan Community College. Aunque existe una salida al nivel de la calle en el lado de Battery Park City, el puente conecta directamente con el Stuyvesant High School. Diseñado por Skidmore, Owings and Merrill, su despliegue de iluminación nocturna le ha valido el premio IES/NY Lumen Lighting Award de 1996.

## Puente de Vesey Street

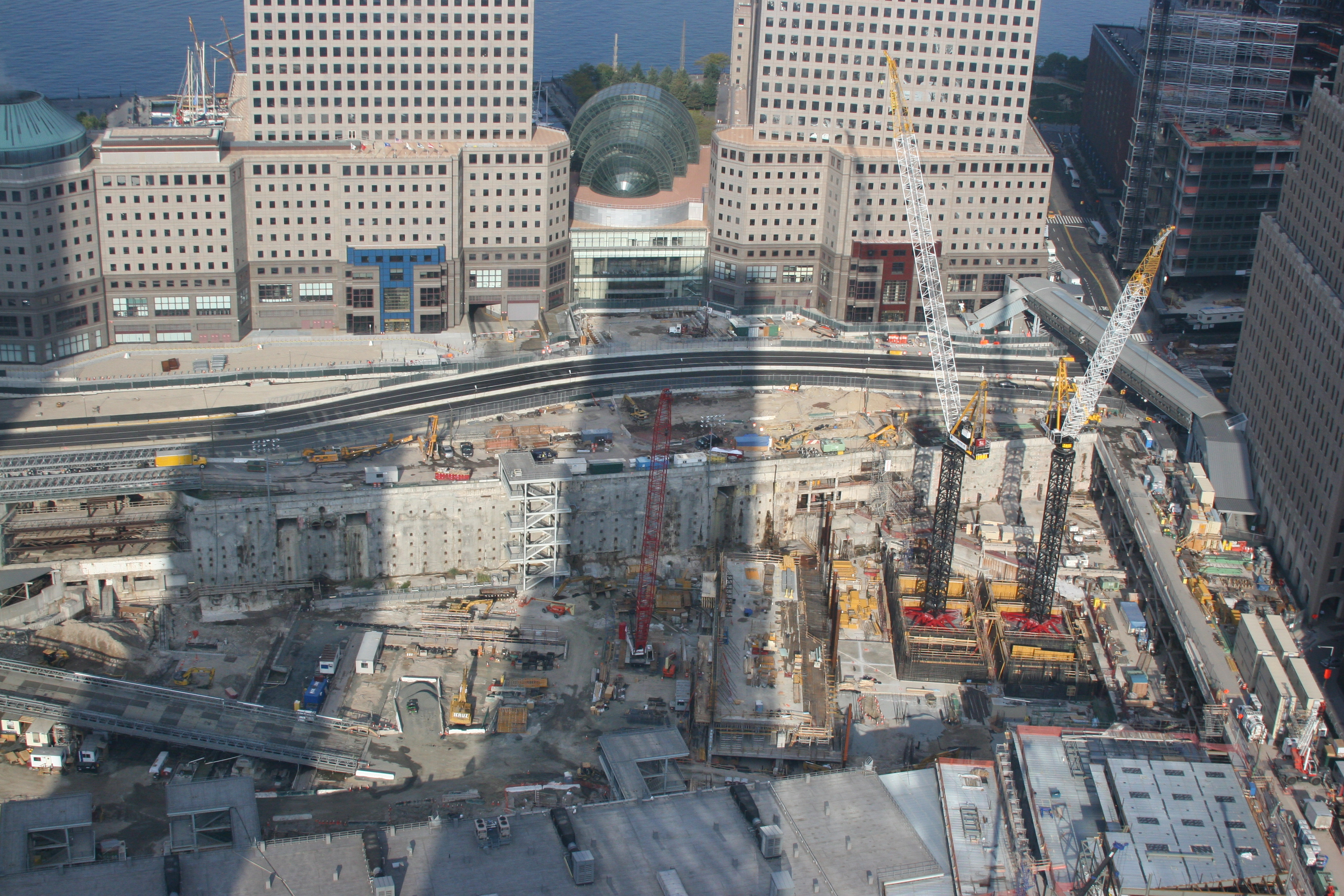
La Zona Cero del WTC tras los atentados del 11-S. El antiguo puente de Vesey St., destruido parcialmente, se contempla a la derecha.

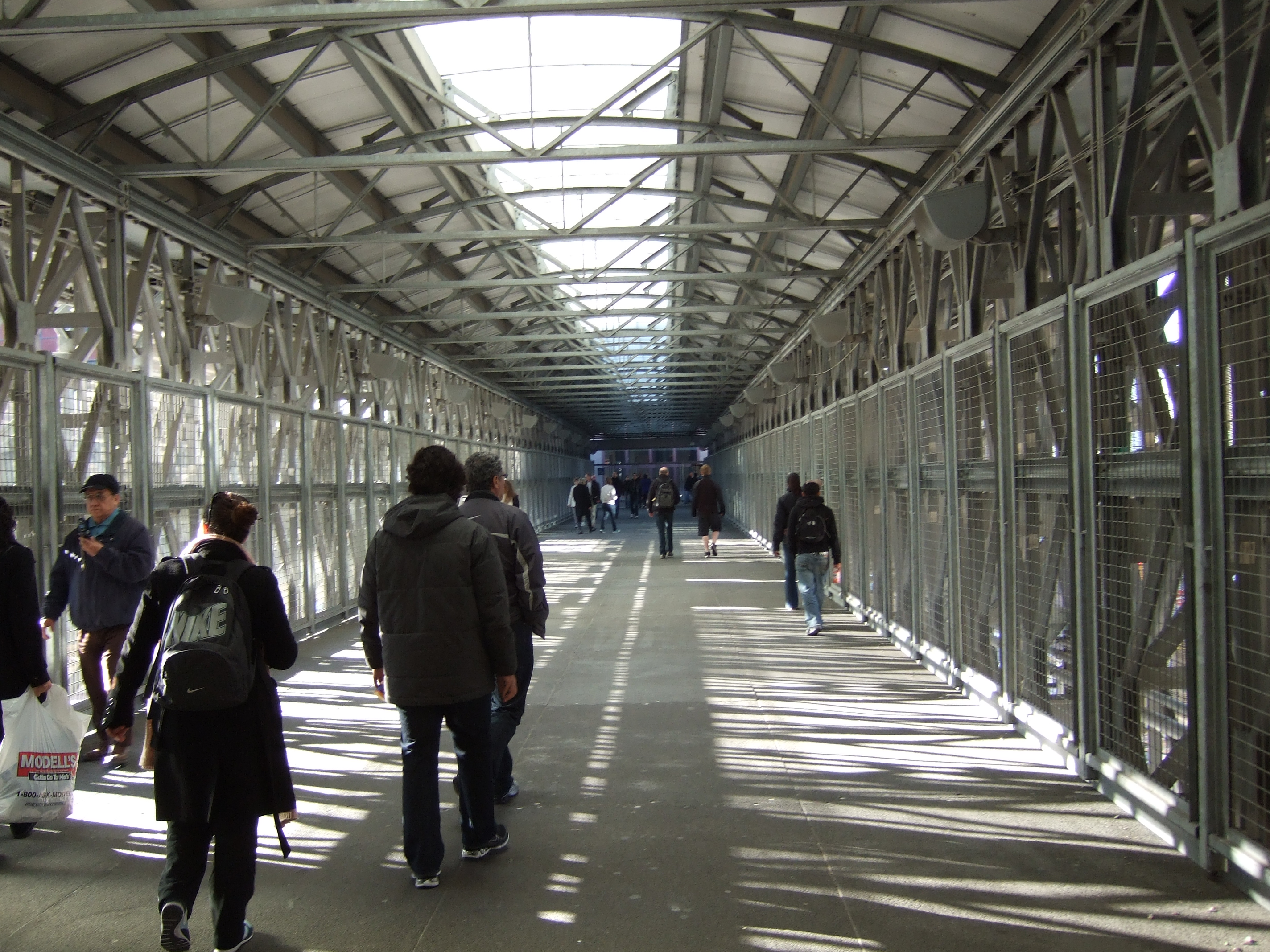
Reconstrucción del puente de Vesey St., en 2003.

El primer puente de Vesey Street conectaba el vestíbulo en superficie del antiguo complejo del World Trade Center con el World Financial Center. Paralelo a la cercana calle Vesey, se inauguró en 1984. Comenzaba en un punto entre el 1 WTC, la Torre Norte, y el 6 World Trade Center que unía los niveles superiores del Winter Garden Atrium. La gran escalera de mármol del interior del pabellón Winter Garden daba acceso a los niveles inferiores del edificio y al paseo marítimo adyacente. El puente fue destruido por el derrumbe de la Torre Norte, cuyos escombros golpearon buena parte de su estructura, durante los atentados del 11 de septiembre de 2001.
Como la intersección de Vesey Street y West Street estaba cerrada a los peatones debido a los atentados del 11 de septiembre, en agosto de 2003 el entonces gobernador George Pataki puso la primera piedra de un puente provisional sobre Vesey Street. El puente se inauguró en noviembre de 2003, a tiempo para el regreso del tren PATH a la terminal provisional junto al emplazamiento del WTC, y conectaba la esquina suroeste de Vesey Street y West Street, junto al 3 WFC, con la esquina noreste, junto al 140 de West Street, el llamado Verizon Building.
El puente de Vesey Street se diseñó teniendo en cuenta la accesibilidad de la ADA, y se instalaron escaleras mecánicas para permitir a los peatones acceder al puente sin utilizar las escaleras. Las escaleras mecánicas situadas junto al World Financial Center, en el extremo oeste, se inauguraron el 16 de abril de 2004. Les siguieron las escaleras mecánicas del lado este en junio de 2004. Los ascensores de ambos extremos abrieron ese mismo verano. Los ascensores y las escaleras mecánicas eran propensos a sufrir problemas, y una escalera mecánica estuvo cerrada seis meses por avería. El puente recibió críticas por las averías y también por los cierres del puente debidos a la actividad de construcción en las obras del One World Trade Center. Por ello, los residentes de la zona de Battery Park City clamaron por la reapertura de las pasarelas de Vesey Street a través de West Street, como alternativa al puente.
El puente fue finalmente cerrado y desmontado el 7 de octubre de 2013. Al mismo tiempo, se reabrió el paso de peatones en el lado norte de Vesey Street, El puente fue sustituido por el West Concourse del World Trade Center Transportation Hub, un paso subterráneo que conecta el World Financial Center con la estación PATH del World Trade Center y con el Fulton Street Transit Center a través del pasaje de Dey Street. El puente provisional fue demolido y sustituido por un paso de peatones.

## Puente de Liberty Street

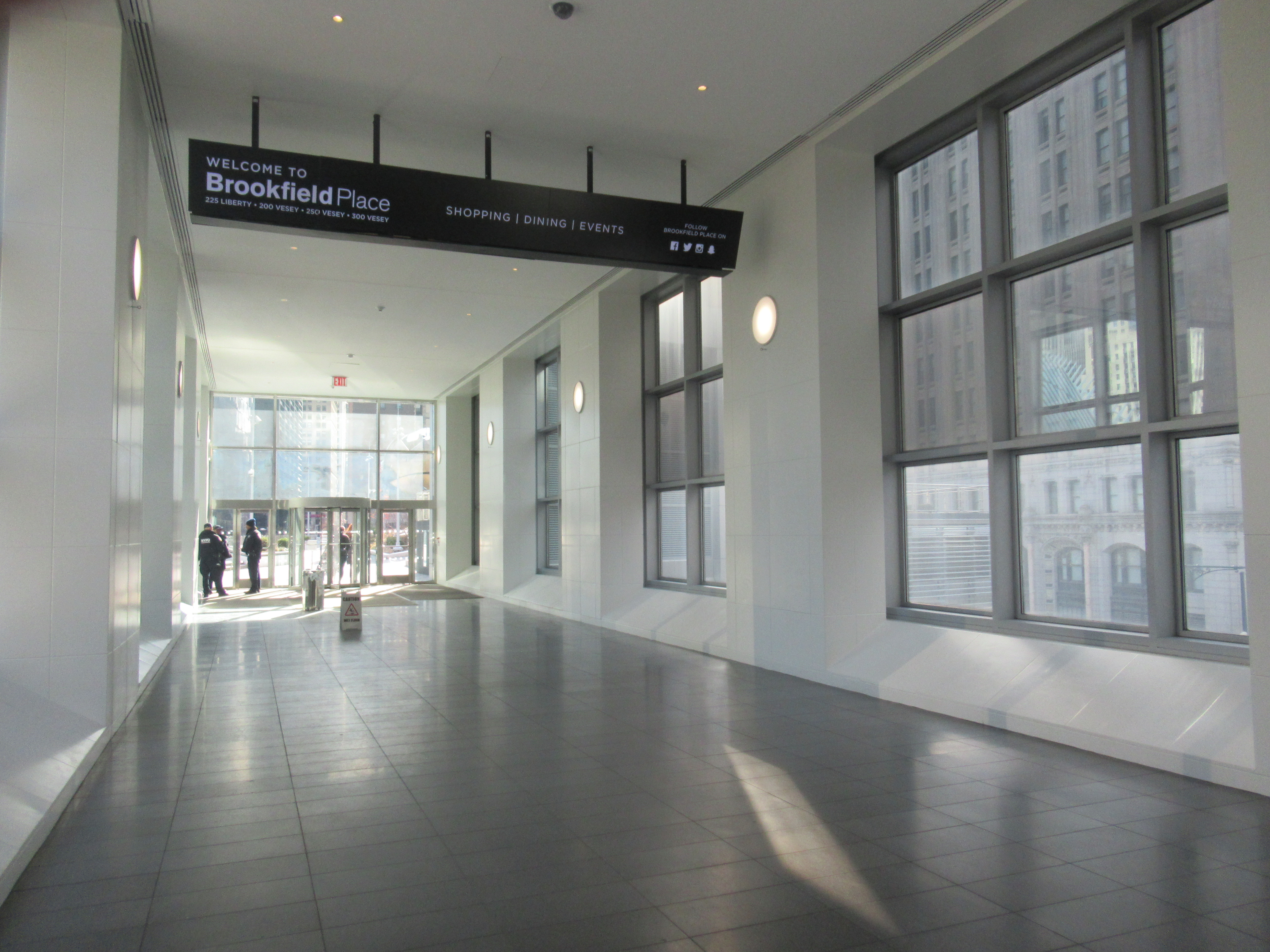
Interior del nuevo puente de Liberty St.

La encarnación original del puente de Liberty Street se llamaba South Bridge, ya que se consideraba un compañero de su homólogo de Vesey Street y tenía un diseño similar. Debido a los atentados, había sufrido importantes daños. Sin embargo, a diferencia de su homólogo, fue ampliado y reparado y se reabrió en abril de 2002. Desde entonces, el puente ha sido remodelado y desviado, debido a su ubicación cerca del emplazamiento del World Trade Center y a la actividad de construcción del Centro de Seguridad de Vehículos y la demolición del edificio del Deutsche Bank en el 130 de Liberty Street. El 21 de abril de 2010, el punto de acceso este del puente se desplazó al lado este de West Street, desde Liberty Street. Un segmento prefabricado se unió al puente existente, para su uso mientras la construcción avanza en ambos lados a lo largo de Liberty Street. La nueva extensión prefabricada hacia el sur se equipó con un ascensor para facilitar el acceso a la ADA. El puente se conectó a Liberty Park por su extremo este en 2016.

## Puente de Rector Street

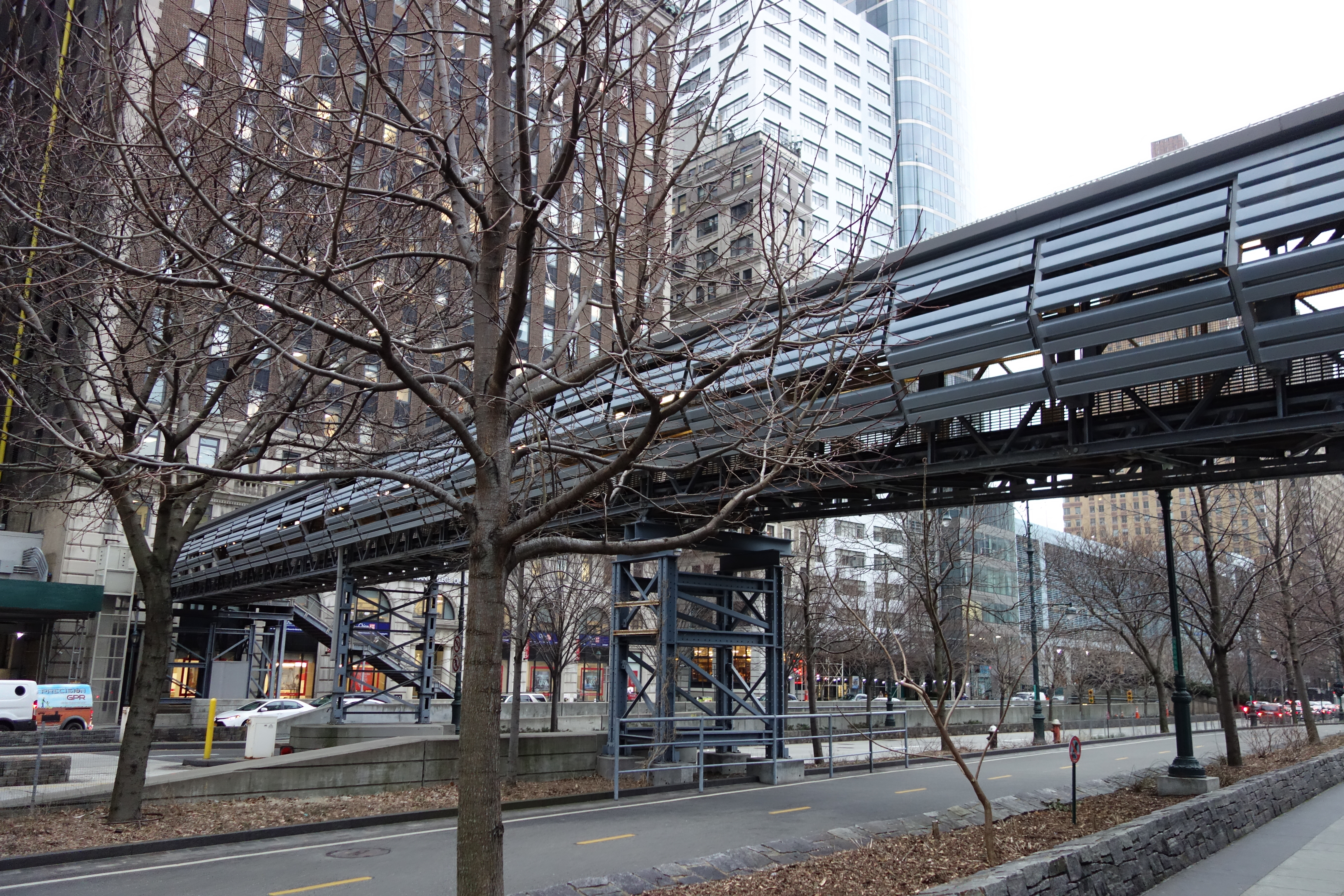
Imagen del puente de Rector St.

Tras la destrucción del Puente Norte y el cierre del Puente Sur debido a los atentados terroristas, los residentes de Battery Park City buscaron un paso seguro a través de West Street en los meses inmediatamente posteriores al 11 de septiembre de 2001. El puente de Rector Street se consideró una solución temporal. El puente fue diseñado por SHoP Architects e inaugurado en agosto de 2002. El puente tiene una luz de 70 metros, con una rampa de 52 metros en el extremo occidental del puente. Gran parte del puente se construyó con materiales prefabricados; el diseño del puente era un sistema de cerchas de caja de acero. Los paneles que rodean el puente permiten el paso de la luz natural, pero limitan la vista para que la gente no pueda utilizarlo para contemplar el emplazamiento del World Trade Center.
En 2006, el Departamento de Transportes del Estado de Nueva York hizo pública su propuesta de reconstruir West Street para convertirla en un paseo marítimo. Los planes no incluían una sustitución permanente, lo que sugería que el primer puente de Rector Street podría ser permanente. Sin embargo, se planificó entonces una renovación para mantener el puente en su lugar durante otros diez años.
Denominado por SHoP Architects «Rector Street Bridge #2», esta estructura era en realidad la versión renovada del puente. La estructura renovada tenía el sistema de cerchas sustituido por una marquesina, que permitiría las vistas. Sin embargo, durante su inauguración inmediata el 9 de octubre de 2009, los ascensores quedaron inutilizables, lo que provocó cierta indignación entre los residentes de Battery Park City.
La Corporación para el Desarrollo Económico de la Ciudad de Nueva York planeó el cierre del puente de Rector Street cuando se inaugurara el puente de West Thames Street, una manzana más al sur. Tras la finalización de este último a finales de 2019, los residentes de Battery Park City presionaron a la ciudad para que mantuviera abierto el puente de Rector Street, alegando que se había convertido en un elemento semipermanente del barrio en sus 17 años de funcionamiento. A pesar de ello, a principios de 2020, el puente de Rector Street fue demolido.

## Puente de Robert R. Douglass

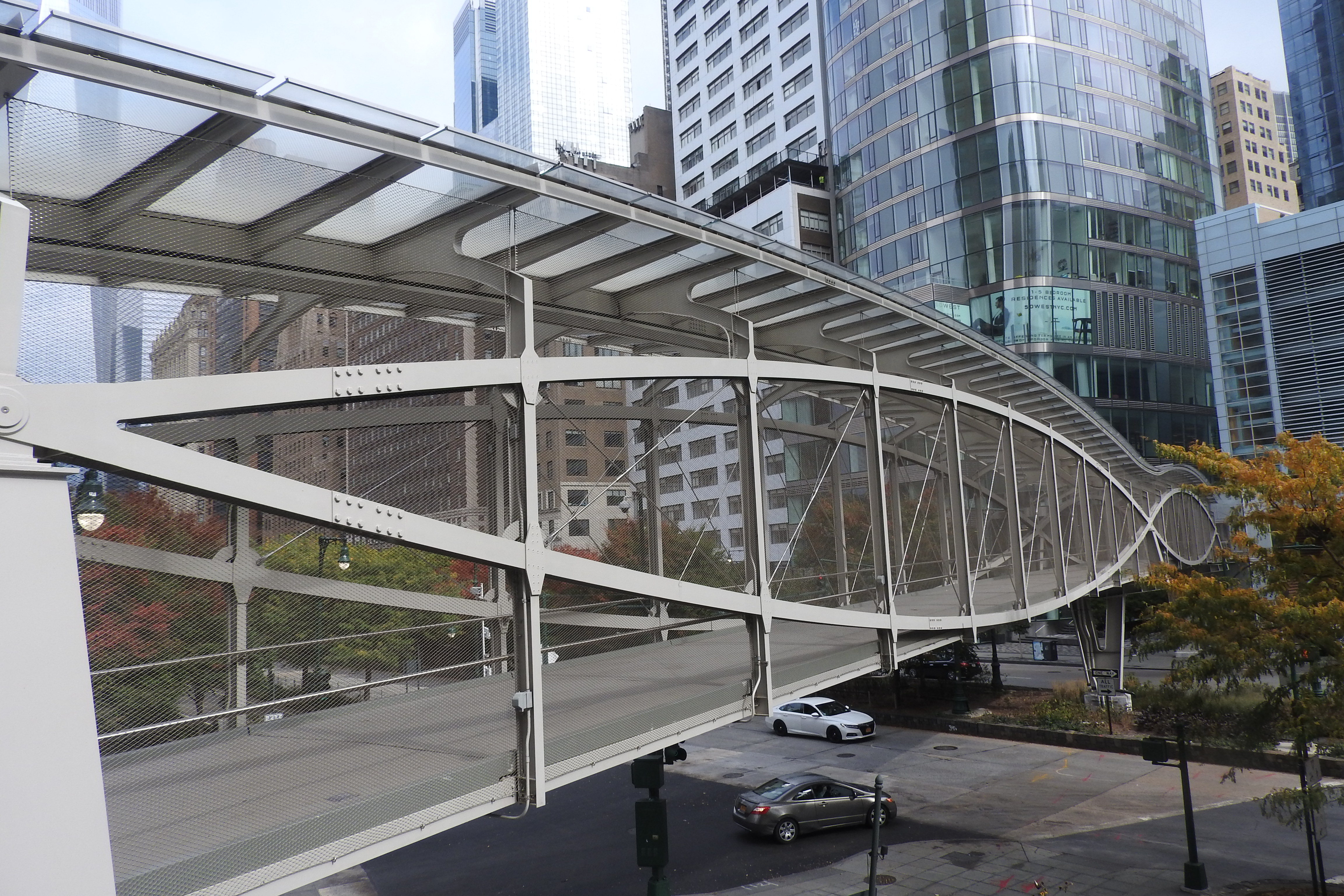
Imagen del puente de Robert R. Douglass en 2020.

Los diseños para el nuevo puente permanente de la calle West Thames, cerca de la entrada del túnel Brooklyn-Battery, fueron creados en 2009 por SHoP Architects. El puente discurriría en diagonal entre las esquinas noreste y suroeste de las calles West y West Thames. El diseño de SHoP Architects se desechó posteriormente, y en 2013 WXY Architecture y Weidlinger Associates crearon un diseño más reciente. El puente de 70 metros de longitud, oficialmente el puente Robert R. Douglass, permite a los peatones cruzar la calle West desde la calle West Thames en Battery Park City hasta la calle Joseph P. Ward en el distrito financiero. Se trata de un puente de cerchas lenticulares de dos vanos diseñado por Thornton Tomasetti y WXY Architecture.
El puente de West Thames Street sustituyó al puente de Rector Street. La construcción del nuevo puente comenzó a finales de noviembre de 2016. El coste de construcción del puente de West Thames Street ha aumentado con el tiempo. En septiembre de 2016 se estimó en 45,1 millones de dólares, aunque anteriormente, en noviembre de 2015, se estimó en 27,5 millones de dólares. La financiación del puente incluye 33 millones de dólares de la Corporación de Desarrollo del Bajo Manhattan (con fondos reducidos hacia «Parques y espacios abiertos de la ciudad de Nueva York»), y 8,25 millones de dólares de la Autoridad de Battery Park City. Inicialmente estaba previsto que las obras del puente de West Thames Street finalizaran en otoño de 2018. Sin embargo, en agosto de 2018, se anunció que la finalización del puente se había retrasado debido a un defecto de soldadura, y que no estaría terminado antes de la primavera de 2019. En mayo de 2019, las primeras piezas del puente se entregaron en el lugar y se instalaron. Se completó a finales de 2019.
El 11 de junio de 2021, el puente se dedicó en honor de Robert R. Douglass. Douglass, fallecido en 2016, fue uno de los primeros defensores del Bajo Manhattan como asesor principal del gobernador Nelson A. Rockefeller de 1965 a 1972 y, más tarde, como miembro fundador y presidente de la Downtown Alliance y miembro del consejo de la Lower Manhattan Development Corporation. La idea de bautizar el puente con el nombre de Douglass fue de Charles J. Urstadt, el primer presidente de la Battery Park City Authority.